# Coriolan Sabău
Coriolan Nicolae Sabǎu (n. 30 octombrie 1897, Turda – d. 15 decembrie 1974, Lupșa, județul Alba) a fost protopop român unit (greco-catolic) de București și Turda, deținut politic, mărturisitor al credinței în închisorile comuniste și unul din liderii Bisericii Române Unite în perioada de clandestinitate. A fost unchiul profesorului Mircea N. Sabău, emigrat în Statele Unite ale Americii.

## Originea și studiile
Descendent al Familiei Rațiu de Nagylak (Noșlac) din Turda, atestată în Transilvania la începutul secolului al XIV-lea și reînnobilată în anul 1625 de către principele Gabriel Bethlen.
Coriolan Sabău (Părintele Lani, cum îi spuneau turdenii) a fost fiul lui Nicolae și Valeria (născută Fodoreanu) Sabǎu. Bunica dinspre mamă, Maria, născută Rațiu, a fost sora mai mare a protopopului Nicolae Rațiu din Turda. A urmat cursurile Liceului German din Bistrița. După ce și-a încheiat studiile la Blaj și la Colegiul Urban Pontifical „De Propaganda Fide” din Roma, unde a obținut doctoratul în teologie și filosofie, a fost hirotonit preot. Coriolan Sabău a revenit în România și a activat în anul 1927 ca preot stagiar în București și apoi ca preot misionar în satele din Secuime.

## Activitatea
În 1933, după moartea protopopului Nicolae Rațiu de la Biserica Rățeștilor din Turda, Coriolan Sabău a slujit ca preot paroh în acest lăcaș împreună cu preotul profesor Vasile Cerghizan.
Din inițiativa parohului dr. Sabău comunitatea greco-catolică din Turda a construit clădirea cu etaj din str. Gh. Lazăr nr. 6, cu prăvălii și ateliere meșteșugărești la parter iar la etaj locuințe. După naționalizare au fost instalate în imobil birourile Autogării IRTA.
În perioada 1945-1947 Coriolan Sabău a funcționat ca protopop la Biserica Sf. Vasile cel Mare din București, după care a revenit la Turda.
În anul 1948 protopopul Sabău a refuzat trecerea la Biserica Ortodoxă Română, motiv pentru care a fost arestat și a ispășit aproape 17 ani de închisoare.
Biserica Rățeștilor din Turda, cu hramul Adormirea Maicii Domnului, ctitorită de familia Rațiu, a fost slujitǎ de preoți apartinând acestei familii, conform actului de ctitorie, tradiție care s-a păstrat până în 1948, când Biserica Română Unită cu Roma a fost scoasă în afara legii de autoritățile comuniste. Biserica Rățeștilor din Turda a fost preluată de Biserica Ortodoxă Română, care nu a retrocedat-o până în prezent.
După eliberarea din închisoare, protopopul Coriolan Sabǎu a avut domiciliu forțat în satul natal Lupșa de pe Râul Arieș, unde a trăit până a trecut la cele veșnice la 15 decembrie 1974.
În anii de domiciliu forțat, protopopul dr. Sabău a construit o capelă pe cheltuială proprie, în care a continuat să slujească și să primească credincioșii indiferent de confesiune, deși știa că este permanent urmărit de Securitate. Numele său este rostit cu respect și acum de către cei care l-au cunoscut.
A fost înmormântat în cimitirul bisericii parohiale din Lupșa.

## A se vedea și
- Familia Rațiu
- Petru Racz
- Basiliu Rațiu
- Ioan Rațiu
- Viorel Tilea
- Nicolae Rațiu
- Augustin Rațiu
- Ion Rațiu
- Mircea-Dimitrie Rațiu
- Mircea N. Sabău
- Ioan Mezei Câmpeanu
- Iuliu I. Mezei Câmpeanu
- Liviu Cigăreanu
- Biserica Rățeștilor din Turda
- Biserica Greco-Catolică din Teiuș

## Galerie de imagini

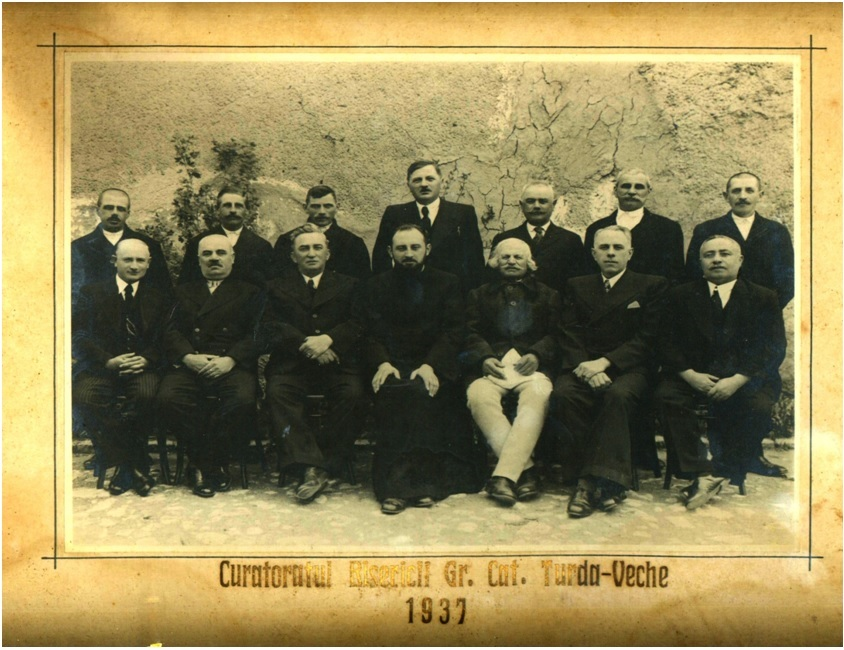
Coriolan Sabău și Curatoratul Bisericii Gr.-cat. Turda Veche, 1937
- Marele Arbore Genealogic al Familiei Ratiu de Noslac (Nagylak), fond pergament, actualizat la data de 20.09.2023